# 條紋震旦光介
條紋震旦光介（学名：Sinoradimella pentockensis）为半花介科震旦光介屬下的一个种。